# Phyllomya takanoi
Phyllomya takanoi är en tvåvingeart som beskrevs av Louis-Paul Mesnil 1970. Phyllomya takanoi ingår i släktet Phyllomya och familjen parasitflugor. Inga underarter finns listade i Catalogue of Life.